# Deep-Ex-Sense
Deep-eX-Sense (настоящее имя — Анатолий Анатольевич Семёнов; род. 2 января 1992, Георгиевск, Ставропольский край) — российский баттл-рэпер и хип-хоп-исполнитель. Участник баттл-площадок «Кубок МЦ», Russian Battle League и Slovo, на которых в общей сложности провел 35 баттлов. Победитель RBL Allstars и RBL Universe, четверть-финалист четвертого сезона Slovo: Краснодар, полуфиналист первого и четверть-финалист второго сезонов RBL. Неоднократно назывался одним из сильнейших баттл-рэперов России.

## Биография
Родился 2 января 1992 года в Георгиевске. В 2011 году начал записывать свои первые композиции. В 2013 году участвовал в различных онлайн-баттлах, а в 2014 году переходит к набирающим популярность оффлайн-баттлам, подав заявку на Versus Fresh Blood, которая, однако, была отклонена. Участвовал в четвертом сезоне Slovo:Краснодар, в котором дошел до четверть-финала, где проиграл будущему чемпиону — Скрэперу. В 2015 году проводит пять баттлов на различных филиалах Slovo.
В 2016 году принял участие в открытии баттл-площадки Russian Battle League, выступив на баттле против ΨBOY. Участвовал в первом сезоне проекта, дойдя до полуфинала, в котором проиграл Sector'у со счетом 2:3.
В 2018 году принял участие во втором сезоне RBL. Одержав яркую победу над Plane Dead'ом, проиграл в четверть-финале Beyond'у с перевесом в один голос (2:3). В том же году выпустил свой концептуальный дебютный альбом «Шоггот», состоящий из 8 композиций.
В 2019 году выиграл RBL:All Stars, одолев в финале Пиэма со счетом 3:2.  Осенью того же года принял участие в семнадцатом независимом баттле hip-hop.ru, где дошёл до четвёртого раунда, в котором проиграл Виктору СД со счётом 14-1. Более опытный в онлайн-батлах СД уверенно прошел дальше, хотя его оппонент сдал трек в два раза длиннее.
В 2019 году выпустил клип на песню «Некроморф», который стал в том числе и диссом на Гнойного. Должен был принять участие в командном турнире на баттл-площадке Versus, но после смерти Энди Картрайта, который должен был стать его оппонентом, снялся с турнира. Осенью 2020 года был заявлен как участник турнира RBL Universe, на котором в составе команды «Пластмассовый мир» дошёл до финала и одержал победу.
После победного RBL Universe, заявил о завершении карьеры баттл-рэпера 21 марта 2022 года.
Однако спустя год, в паре с Лжедмитрием IV появился на площадке Кубок МЦ в баттле против Palmdropov x НОКТУ, который первые выиграли по итогам судейского голосования со счетом 3:0.

## Рэп-баттлы
Slovo
- 2014 — WahaBeat vs 13/47 (Ничья)
- 2014 — WahaBeat vs KRK (Победа, 5:0)
- 2014 — WahaBeat vs Скрэпер (Поражение, 2:3)
- 2014 — WahaBeat & Walkie T vs Деспот & Такини (Победа)
- 2014 — WahaBeat vs Rassel (Победа)
- 2014 — Deep-eX-Sense vs Барни (Победа)
- 2015 — Deep-eX-Sense vs Вараб (Победа)
- 2015 — Deep-eX-Sense vs Миша Бояра (Тематический баттл, Победа)
- 2015 — WahaBeat & Нич vs Хайд & Хасан (Поражение)
- 2015 — Deep-eX-Sense vs Интего (Победа)
- 2016 — Deep-eX-Sense vs Хип-Хоп Одинокой Старухи (Победа)
- 2016 — Deep-eX-Sense vs Eddy (Grime Clash, Победа)
- 2017 — Deep-eX-Sense vs RE-pac (Back to Beat, Победа)

| Russian Battle League - 2016 — Deep-eX-Sense vs ΨBoy (Победа) - 2016 — Deep-eX-Sense vs Diz Wheelz (Победа, 4:1) - 2017 — Deep-eX-Sense vs Белькин (Победа, 5:0) - 2017 — Deep-eX-Sense vs Sector (Поражение, 2:3) - 2017 — Deep-eX-Sense vs Walkie (Drop the Like, Победа) - 2017 — Deep-eX-Sense vs .Otrix (Победа) - 2018 — Deep-eX-Sense vs Plane Dead (Победа, 5:0) - 2018 — Deep-eX-Sense vs Beyond (Поражение, 2:3) - 2018 — Deep-eX-Sense vs Movec (Победа) - 2019 — Deep-eX-Sense vs 13/47 (Drop the Mic: Tripple Kill, Победа) - 2019 — Deep-eX-Sense vs Paragrin (Победа, 5:0) - 2019 — Deep-eX-Sense vs Sector (Победа, 5:0) - 2019 — Deep-eX-Sense vs Пиэм (Победа, 3:2) - 2020 — Deep-eX-Sense vs Шумм (Rap God Battle, Поражение) - 2020 — Deep-eX-Sense vs OttO (BPM, Поражение, 0-5) - 2021 — Deep-eX-Sense vs Жаба Аркадьевна (Bad Bars, Победа, 5-0) - 2021 — Deep-eX-sense vs Серёжа Сотников Рэпер (Bad Bars, Поражение, 2-3) - 2022 — Deep-eX-sense vs Шумм (BPM, Поражение, 0-5) | Кубок МЦ - 2023 — Deep-eX-sense × Лжедмитрий IV vs Нокту × Palmdropov (BPM, Победа 3-0) - 2024 — Deep-eX-sense × Лжедмитрий IV vs Цинк уродов (BPM, Победа 3-0) |

## Дискография
- 2014 — «Как я провел год»
- 2018 — «Шоггот»
- 2021 — «Мертвый шелк»
- 2024 — «СИНЕРГИС»